# Tebain
A tebain az ópium-alkaloidok közé tartozó vegyület, összegképlete C19H21NO3. 1833-ban fedezte fel Pelletier, nevét Thébé óegyiptomi városról kapta. Vékony, fehér kristályokból álló anyag, 170–180 °C-on szublimál. Kémiailag a kodeinnel és a morfinnal rokon, a mákban található több mint 40 alkaloiddal együtt. A mákszalmában 0,005–0,5% tebain fordul elő, a mákgubó mintegy 0,05%-ot tartalmaz. Az ópium tebain-tartalma – a gyűjtés idejétől függően – 0,2–3% (általában 0,2–1%) közötti. Kábítószernek minősülő anyag, nem okoz függőséget. Toxikus, nagyobb mennyiségben a sztrichninhez hasonlóan görcsöket okoz. Elsősorban intermedierként használják. Tebain-származék például a buprenorfin.